# Henning Svensson
Karl Olof Henning Svensson (Partille, 19 ottobre 1891 – Partille, 23 gennaio 1979) è stato un allenatore di calcio e calciatore svedese, di ruolo difensore.

## Carriera

### Nazionale
Prese parte con la sua Nazionale ai Giochi olimpici del 1912 e del 1920.

### Cronologia presenze e reti in Nazionale
| Cronologia completa delle presenze e delle reti in nazionale ― Svezia | Cronologia completa delle presenze e delle reti in nazionale ― Svezia | Cronologia completa delle presenze e delle reti in nazionale ― Svezia | Cronologia completa delle presenze e delle reti in nazionale ― Svezia | Cronologia completa delle presenze e delle reti in nazionale ― Svezia | Cronologia completa delle presenze e delle reti in nazionale ― Svezia | Cronologia completa delle presenze e delle reti in nazionale ― Svezia | Cronologia completa delle presenze e delle reti in nazionale ― Svezia |
| Data                                                                  | Città                                                                 | In casa                                                               | Risultato                                                             | Ospiti                                                                | Competizione                                                          | Reti                                                                  | Note                                                                  |
| --------------------------------------------------------------------- | --------------------------------------------------------------------- | --------------------------------------------------------------------- | --------------------------------------------------------------------- | --------------------------------------------------------------------- | --------------------------------------------------------------------- | --------------------------------------------------------------------- | --------------------------------------------------------------------- |
| 16-6-1912                                                             | Kristiania                                                            | Norvegia                                                              | 1 – 2                                                                 | Svezia                                                                | Amichevole                                                            | -                                                                     |                                                                       |
| 26-10-1913                                                            | Kristiania                                                            | Norvegia                                                              | 1 – 1                                                                 | Svezia                                                                | Amichevole                                                            | -                                                                     |                                                                       |
| 10-6-1914                                                             | Solna                                                                 | Svezia                                                                | 1 – 5                                                                 | Inghilterra                                                           | Amichevole                                                            | -                                                                     | L'Inghilterra giocava con la Nazionale dilettanti                     |
| 31-10-1915                                                            | Stoccolma                                                             | Svezia                                                                | 0 – 2                                                                 | Danimarca                                                             | Amichevole                                                            | -                                                                     |                                                                       |
| 4-6-1916                                                              | Copenaghen                                                            | Danimarca                                                             | 2 – 0                                                                 | Svezia                                                                | Amichevole                                                            | -                                                                     |                                                                       |
| 20-8-1916                                                             | Stoccolma                                                             | Svezia                                                                | 2 – 3                                                                 | Stati Uniti                                                           | Amichevole                                                            | -                                                                     |                                                                       |
| 2-6-1918                                                              | Copenaghen                                                            | Danimarca                                                             | 3 – 0                                                                 | Svezia                                                                | Amichevole                                                            | -                                                                     |                                                                       |
| 15-9-1918                                                             | Kristiania                                                            | Norvegia                                                              | 2 – 1                                                                 | Svezia                                                                | Amichevole                                                            | -                                                                     |                                                                       |
| 20-10-1918                                                            | Göteborg                                                              | Svezia                                                                | 1 – 2                                                                 | Danimarca                                                             | Amichevole                                                            | -                                                                     |                                                                       |
| 24-8-1919                                                             | Stoccolma                                                             | Svezia                                                                | 4 – 1                                                                 | Paesi Bassi                                                           | Amichevole                                                            | -                                                                     |                                                                       |
| 14-9-1919                                                             | Göteborg                                                              | Svezia                                                                | 1 – 5                                                                 | Norvegia                                                              | Amichevole                                                            | -                                                                     |                                                                       |
| 12-10-1919                                                            | Stoccolma                                                             | Svezia                                                                | 3 – 0                                                                 | Danimarca                                                             | Amichevole                                                            | -                                                                     |                                                                       |
| 6-6-1920                                                              | Stoccolma                                                             | Svezia                                                                | 0 – 1                                                                 | Svizzera                                                              | Amichevole                                                            | -                                                                     |                                                                       |
| 9-7-1922                                                              | Stoccolma                                                             | Svezia                                                                | 1 – 1                                                                 | Ungheria                                                              | Amichevole                                                            | -                                                                     |                                                                       |
| 13-8-1922                                                             | Stoccolma                                                             | Svezia                                                                | 0 – 2                                                                 | Cecoslovacchia                                                        | Amichevole                                                            | -                                                                     |                                                                       |
| 24-9-1922                                                             | Kristiania                                                            | Norvegia                                                              | 0 – 5                                                                 | Svezia                                                                | Amichevole                                                            | -                                                                     |                                                                       |
| 1-10-1922                                                             | Copenaghen                                                            | Danimarca                                                             | 1 – 2                                                                 | Svezia                                                                | Amichevole                                                            | -                                                                     |                                                                       |
| 21-5-1923                                                             | Stoccolma                                                             | Svezia                                                                | 2 – 4                                                                 | Inghilterra                                                           | Amichevole                                                            | -                                                                     |                                                                       |
| 10-6-1923                                                             | Göteborg                                                              | Svezia                                                                | 4 – 2                                                                 | Austria                                                               | Amichevole                                                            | -                                                                     |                                                                       |
| 29-6-1923                                                             | Stoccolma                                                             | Svezia                                                                | 2 – 1                                                                 | Germania                                                              | Amichevole                                                            | -                                                                     |                                                                       |
| Totale                                                                |                                                                       | Presenze                                                              | 20                                                                    |                                                                       | Reti                                                                  | 0                                                                     |                                                                       |